# 獨臂刀客
《獨臂刀客》，香港電視廣播有限公司製作的電視劇，共20集，監製李元科。由錢小豪、關寶慧、楊　羚、陳嘉輝主演，並由何婉盈、歐瑞偉、李龍基等聯合演出。
本劇于2017年4月26日至5月25日在TVB星河頻道重播。

## 故事簡介
江湖險、人心更險。以刻劃人心險惡、人性詭詐為主題，故事曲折，佈局奇幻。內容引用一把藏著魔教重大秘密的破刀，一個手段殘酷，殺人如麻之大魔頭公子丹的出現，導致本劇主人翁齊羽無辜牽入一宗武林大陰謀。羽為申張正義，以剷除武林大害為已任，而掀起江湖連番惡鬥；幾番追查下，終發現傾心相愛的風飛雪，竟是雌雄莫辨的對頭人公子丹，繼而匯出正邪善惡亦不過是一線之隔，一念之差!

## 演員表

### 快刀門
- 鄭　雷 飾 傅千石（快刀門掌門；齊羽之師父；慕容逸之好友兼救命恩人；後被風飛雪（公子丹）所殺）
- 錢小豪 飾 齊羽（外號「風雲第一刀」、「小刀神」；傅千石之徒；慕容蓉曾經之未婚夫；風飛蝶曾經之丈夫；與風飛雪互相傾慕）
- 黃天鐸 飾 戴師兄
- 張海勤 飾 吉
- 黃仲匡 飾 祥
- 博　君 飾 龍
- 張宏偉 飾 虎
- 鄧汝超 飾 忠
- 何金靈 飾 超
- 鄭英龍 飾 江
- 游　飈 飾 川

### 鳳廬
- 歐瑞偉 飾 鳳天南（外號「天下第一劍客」；劍術名家鳳乘今之子；風一雷之結拜義弟；鍾情風飛雪；後被慕容逸使計下毒並被齊羽誤殺而亡）
- 歐瑞偉 飾 鳳三（劍術名家鳳乘今之子；鳳天南之弟；曾誤會齊羽為其殺兄仇人，後和解；後被風飛雪（公子丹）所殺，並冒認其身份）
- 陳燕航 飾 劍奴（出身鑄劍名宿唐門；紫微血劍的鑄造者；後因無意間撞破風飛雪（公子丹）假扮鳳三而被殘忍殺害）

### 醫廬
- 陳嘉輝 飾 初九（怪醫賽華佗之徒；曾醫好風一雷之內傷以及協助風飛雪假死；鍾情風飛雪，後得知其公子丹之真正身份，依然不離不棄緊隨其身，並默默幫助其完成大業）

### 神劍山莊
- 李龍基 飾 慕容逸（神劍山莊莊主；慕容蓉之父；侯飛之師父，兩人狼狽為奸，企圖稱霸武林；與公子丹合謀）
- 楊　羚 飾 慕容蓉（慕容逸之女；齊羽之未婚妻、為人刁蠻任性）
- 李中寧 飾 侯飛（慕容逸之首徒，與其狼狽為奸，企圖稱霸武林；鍾情慕容蓉；後被慕容逸滅口）
- 薛純基 飾 啞僕（慕容家之家僕；侯飛之同鄉，但實為其親叔；日月神教排入山莊之內應；與慕容逸、侯飛狼狽為奸；後被慕容逸滅口）
- 羅　蘭 飾 奶媽（慕容蓉之奶媽，十分疼愛及關心其）
- 石　雲 飾 老僕（慕容家之家僕；與啞僕同房）
- 黃建峰 飾 山莊弟子
- 劉煒全 飾 山莊弟子

### 日月神教
- 關海山 飾 曲天正（前任日月神教教主；曲天明之兄；曲飛雪和曲飛蝶之父；十七年前被曲天明、易木行、羅香主下毒聯手殺死）
- 朱鐵和 飾 風一雷（外號「刀神」；日月神教護法「風雲二使」之一；負責照顧風飛雪；後被公子丹所殺，死前發現公子丹即為風飛雪）
- 黎　宣 飾 雲婆婆（風一雷之妻；日月神教護法「風雲二使」之一；負責照顧風飛蝶；後被慕容逸重傷而亡）
- 關寶慧 飾 風飛雪（原名「曲飛雪」；前日月神教教主曲天正之女；風飛蝶之姐；與齊羽互相傾慕；化名「公子丹」殘害江湖）
- 何婉盈 飾 風飛蝶（原名「曲飛蝶」；前日月神教教主曲天正之女；風飛雪之妹；鍾情齊羽，後與之成親；被慕容逸重傷而亡）
- 焦　雄 飾 曲天明（原日月神教香主；曲天正之弟；曲飛雪和曲飛蝶之二叔）
- 梁少狄 飾 羅香主
- 陳狄克 飾 易木行（日月神教青木堂香主；十七年前謀反篡位，擁立新教主；後臣服於公子丹）
- 黃煒琳 飾 左　使（易木行之下屬；後臣服於公子丹）
- 王偉樑 飾 右　使（易木行之下屬；後臣服於公子丹）

### 四大門派

#### 少林寺
- 李海生 飾 至性大師（前任少林方丈；被風一雷所殺）
- 蔡國慶 飾 至善大師（繼任少林方丈；至性之師弟；後被慕容逸所殺並嫁禍公子丹）
- 洪朝豐 飾 至行大師（羅漢堂首座；被風一雷所殺）
- 余袁穩 飾 長老（至性之師弟；被風一雷所殺）

#### 武當派
- 蕭山仁 飾 玄虛道長（武當派掌門）

#### 青城派
- 凌　漢 飾 杜掌門（繼任青城派掌門）
- 黃成想 飾 余掌門（青城派掌門；後被公子丹所殺）

#### 崆峒派
- 麥子雲 飾 華掌門（崆峒派掌門）

### 武林門派
- 鮑　方 飾 萬勝門掌門（因不臣服公子丹而被滅門）
- 譚一清 飾 馬莊主（鐵膽莊莊主；因不臣服公子丹而被滅門）
- 陳中堅 飾 八卦門掌門（因不臣服公子丹而被滅門）
- 呂劍光 飾 趙掌門
- 李桂英 飾 巨黥幫掌門（因不臣服公子丹而被滅門）

### 其他演員
- 鄭　嵐 飾 菁　兒
- 歐陽莎菲 飾 老夫人（戴師兄之祖母）
- 方　傑 飾 神秘首領
- 邵卓堯 飾 金一郎
- 李煌生 飾 銀二郎
- 葉振聲 飾 鐵一郎
- 黃振寧 飾 銅一郎
- 虞天偉 飾 假至善大師
- 林家棟 飾 文
- 林劍輝 飾 卓
- 羅　維 飾 丹手下
- 鄧煜榮 飾 大祭師
- 張　延 飾 歌　妓
- 陳曉雲 飾 歌　妓
- 莫鎮華 飾 獨臂刀客
- 袁嘉偉 飾 大雪猿
- 游潔冰 飾 鴇　母
- 廖麗麗 飾 紫霞庵住持
- 曾令茵 飾 玉　兒
- 林嘉麗 飾 婢　女
- 陳鳳冰 飾 媒　婆
- 麥皓為 飾 掃地僧
- 談泉慶 飾 古村皇爺
- Tony 　飾 漁　夫
- 吳育區 飾 日本大將軍

## 電視節目的變遷

### 首播
| 無綫電視翡翠台 第三線劇集 星期二至六 00:15-01:15 | 無綫電視翡翠台 第三線劇集 星期二至六 00:15-01:15 | 無綫電視翡翠台 第三線劇集 星期二至六 00:15-01:15 |
| ------------------------------------------------ | ------------------------------------------------ | ------------------------------------------------ |
|                                                  | 獨臂刀客 （1994.9.13 - 1994.10.12）              |                                                  |
| 異度凶情 （1994.8.16 - 1994.9.10）               | 方世玉与乾隆皇 （1994.10.23 - 1994.11.19）       |                                                  |